# 佩罗勒
佩罗勒（法語：Pérols，法語發音：[peʁɔl] ⓘ）是法国埃罗省的一个市镇，位于该省中部偏南，属于蒙彼利埃区。佩罗勒位于蒙彼利埃市区东南部，是蒙彼利埃地中海都会区的一部分，蒙彼利埃市区多条公交线路经过其境内。

## 地理
佩罗勒（43°33'54"N, 3°57'2"E）面积6.01 平方千米，位于法国奧克西塔尼大區埃罗省，该省份为法国南部沿海省份，南濒地中海，西南接奥德省，西北接塔恩省和阿韦龙省，东北与加尔省接壤。
与佩罗勒接壤的市镇（或旧市镇、城区）包括：拉特、莫吉奥、帕拉瓦斯莱弗洛。

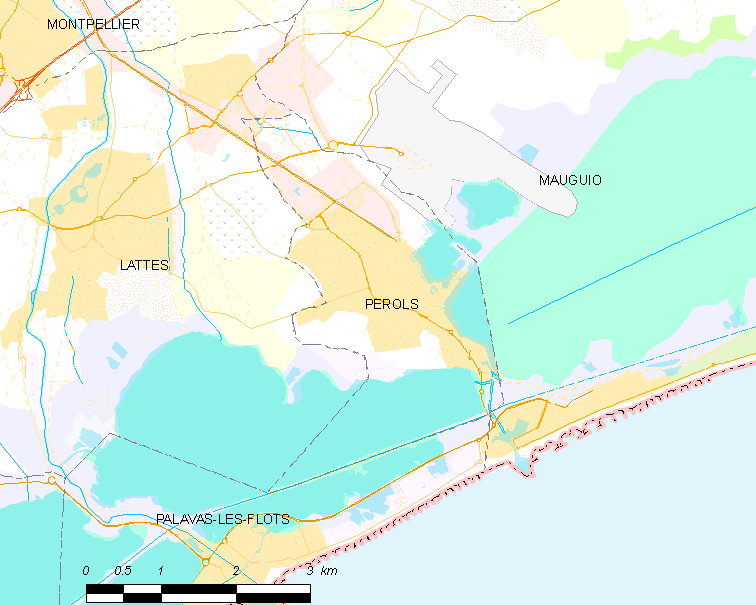
佩罗勒的OSM定位图

佩罗勒的时区为UTC+01:00、UTC+02:00（夏令时）。

## 行政
佩罗勒的邮政编码为34470，INSEE市镇编码为34198。

## 政治
佩罗勒所属的省级选区为拉特县。

## 人口

1962-2008年间佩罗勒人口变化图示

佩罗勒于2022年1月1日时的人口数量为9541人。